# Seppa
Seppa (en hindi: সেপ্পা ) es una localidad de la India, centro administrativo del distrito de Kameng oriental, estado de Arunachal Pradesh.

## Geografía
Se encuentra a una altitud de 639 m s. n. m. a 291 km de la capital estatal, Itanagar, en la zona horaria UTC +5:30.

## Demografía
Según estimación 2010 contaba con una población de 18 044 habitantes.